# Time of No Reply
Time of No Reply é um álbum de compilação de 1986 com versões alternativas de canções do compositor inglês Nick Drake. Apesar de lançado em 1986, a lista de faixas é idêntica ao quarto álbum do cantor de 1979, a compilação Fruit Tree.

## Faixas
Todas as canções compostas por Nick Drake.
1. "Time of No Reply" – 2:52
2. "I Was Made to Love Magic" – 3:08
3. "Joey" – 3:04
4. "Clothes of Sand" – 2:32
5. "Man in a Shed" – 3:02
6. "Mayfair" – 2:28
7. "Fly" – 3:35
8. "The Thoughts of Mary Jane" – 3:42
9. "Been Smoking Too Long" – 2:13
10. "Strange Meeting II" – 3:32
11. "Rider on the Wheel" – 2:30
12. "Black Eyed Dog" – 3:20
13. "Hanging on a Star" – 2:42
14. "Voice from the Mountain" – 3:40